# 八戸郵便局 (宮崎県)
八戸郵便局（やとゆうびんきょく）は、宮崎県西臼杵郡日之影町にある郵便局。民営化前の分類では集配特定郵便局であった（現在は集配機能を廃止）。局番号は73035である。

## 概要
住所：〒882-0301 宮崎県西臼杵郡日之影町七折2126-5

## 沿革
- 1978年（昭和53年）7月19日 - 電話交換業務を高千穂電報電話局に移管[1]。
- 2007年（平成19年）10月1日 - 民営化に伴い、併設された郵便事業延岡支店八戸集配センターに一部業務を移管。
- 2012年（平成24年）10月1日 - 日本郵便株式会社の発足に伴い、郵便事業延岡支店八戸集配センターを八戸郵便局に統合。
- 2015年（平成27年）8月23日 - 日之影郵便局へ集配業務を移管、無集配局となる。

## 取扱内容
- 郵便、印紙、ゆうパック、内容証明
- 貯金、為替、振替、振込、国債
- 生命保険、バイク自賠責保険
- ゆうちょ銀行ATM

## 周辺
- 国道218号
- 日之影町立八戸小学校

## アクセス
- 宮崎交通バス 八戸停留所もしくは新町入口停留所下車
- 駐車場あり：4台